# فورد چانگان
فورد چانگان (长安福特) شرکت خودروسازی چینی است، که در سال ۲۰۰۰ تأسیس شد.